# Kristjan Kais
Kristjan Kais (Paikuse, 3 de março de 1976) é um jogador de vôlei de praia estónio que disputou os Jogos Olímpicos de Verão de 2008 na China.

## Carreira
Irmão do também voleibolista Kaarel Kais, competindo ao lado de Rivo Vesik  alcançou a medalha de prata no Circuito Europeu de Vôlei de Praia de 2006 (Masters) na etapa de Lucerna e  neste circuito na temporada seguinte e com mesmo parceiro alcançou o bronze na etapa de Sankt Pölten, a prata na etapa de Moscou, além do quarto lugar na etapa de Valencia.
Em 2008 disputou os Jogos Olímpicos de Verão em Pequim formando dupla com Rivo Vesik quando encerraram a participação na décima nona colocação.Na temporada de 2009 atuando com Rivo Vesik conquistou o terceiro lugar na etapa de Grã Canária pelo Circuito Europeu de Vôlei de Praia (Masters).

## Títulos e resultados
- Etapa de Moscou do Circuito Europeu de Vôlei de Praia:2007[3]
- Etapa de Lucerna do Circuito Europeu de Vôlei de Praia:2006[1]
- Etapa de Grã Canária do Circuito Europeu de Vôlei de Praia:2009[6]
- Etapa de Sankt Pölten do Circuito Europeu de Vôlei de Praia:2007[2]
- Etapa de Valencia do Circuito Europeu de Vôlei de Praia:2007[4]